# Timothy Creamer
Timothy Creamer (Huachuca City, Arizona, 1959, november 15. –) amerikai vegyész, fizikus, ezredes, űrhajós. Teljes neve Timothy John Creamer.

## Élete
1982 májusában kémiából kitűnően diplomázott, ugyan ebben az évben hadnagyként belépett az amerikai hadsereg repülőiskolájába. 1983-ban helikopter vezetőként diplomázott. Szakaszparancsnok, hadműveleti tiszt, majd személyzeti törzstisztként tevékenykedik. 1987-től az egyik helikopter egység parancsnoka. 1992-ben fizikából is kitűnően diplomázott. Másoddiplomáját követően az egyik katonai akadémia helyettes professzora lett. Az amerikai hadsereg helikopterpilótája. Nős, két gyermeke van. Jelenleg ő a NASA űrhajósainak parancsnoka.

## Űrrepülés
1995-től a NASA kötelékében jármű-integrációs tesztmérnök. Főbb feladata volt egy olyan biztonságos kapcsolat megtervezése, amely a leszálláskor elősegíti az űrrepülőgép és a központ kölcsönös feladat végrehajtását. Mérnöki tevékenysége során nyolc űrrepülést támogatott az előkészítéstől a visszatérésig. 1998 augusztusában kiválasztották az ISS-en történő feladatvégzésre, és megkezdte a felkészülést. A kiképzés befejezése után  számítógépes irodaautomatizálással foglalkozott, elősegítve a nemzetközi informatikai modulok kialakítását. 2001-ben az esedékes űrexpedíciót irányító team felelős vezetője. 2002-re befejeződött a számítógépes automatizálás, minden hardverkonfigurációt megfelelően integráltak és a jövőbeli ISS utazások nemzetközi ellenőrzése, irányítása biztosítottá vált. 2004-től ő vezeti az űrhajósiroda munkáját, közben irányítása alatt tovább fejlesztik a számítógép integrációs rendszereket.
2009. december 20-án indultak Bajkonurból, a kazahsztáni űrközpontból az ISS-re, ahol kollégáikkal együtt három amerikai űrrepülőgépet és két Progressz-M teherűrhajót fogadtak. Kotov parancsnok csapata áthelyezte a Szojuz TMA-17 űrhajót az állomás egyik moduljáról a másikra. Beüzemelték az új orosz Poiszk dokkolómodult. Felkerül az űrállomásra az amerikai tulajdonú Tranquility modul, s vele együtt a hét ablakával kitűnő panorámát nyújtó Cupola egység.
A Moszkva melletti Repülésirányítási Központ (CUP) közlése szerint a Szojuz TMA–17 űrhajó visszatérő egysége Oleg Kotov parancsnokkal, Timothy Creamer és Szoicsi Nogucsifedélzeti mérnökkel a fedélzetén földet ért. A földet érés közép-európai idő szerint 2010. június 2-án 5 óra 25 perckor történt az előre kijelölt körzetben, a kazahsztáni Dzseszkazgan város közelében, 145 kilométerrel délkeletre. A Szojuz űrhajók egy ideje már Arkalik város közelében érnek földet. A leszállókapszula keresésére 14 mentőhelikoptert, négy kisebb repülőgépet és hét különlegesen felszerelt gépjárművet rendeltek ki. 
A három űrhajós ezt megelőzően a 22. és a 23. személyzet tagjaként hat hónapot, 163 napot töltött a Nemzetközi Űrállomás (ISS) fedélzetén.

## Sikerei, díjai
- Szolgálati érdemrend (2. tölgykoszorú)
- Kiváló hadi teljesítmény érdemrend (1. tölgykoszorú)
- Légierő- és rakéta jelvény
- Nemzeti védelmi szolgálati emlékérem
- Oroszországi Föderáció Jurij Gagarin Asztronauta érem
- Vezető hadseregbeli repülő
- Vezető ejtőernyős
- Az amerikai hadseregbeli repülőiskola kiváló diplomása